# Йылдыз (журнал)
«Йылды́з» (крымскотат. Yıldız, Йылдыз, в переводе «Звезда») — крымскотатарский литературно-художественный, общественно-политический журнал.

## История
Основан в 1976 году в Ташкенте как орган Союза писателей УзССР по инициативе крымскотатарских писателей и общественности. В ноябре 1976 года вышел в свет 1-й номер альманаха (в статусе альманаха он выходил два раза в год до конца 1979 года, а в статусе журнала — один раз в два месяца с 1980 года). Постановлением Совета Министров Крымской АССР № 321 от 15 декабря 1991 года перенесён в Крым. С 1992 года выходит в Симферополе.
В 1994 году «Йылдыз» был официально зарегистрирован в Государственном комитете Украины по делам издательств, полиграфии и книгораспространения.
4 апреля 2014 года «Йылдыз» был переведён в ведомство Министерства информации и массовых коммуникаций Автономной Республики Крым.
С января 2016 года по решению правительства Республики Крым «Йылдыз» находится под ведомством Государственного комитета межнациональных отношений Республики Крым.

## Описание
Материалы печатает на крымскотатарском и русском языках; тираж составлял до 1400 экземпляров, со временем снизился. Публикует произведения преимущественно крымскотатарских авторов, научные исследования по крымскотатарскому языкознанию и литературоведению. Основные рубрики: «Проза», «Поэзия», «Публицистика», «Народное творчество», «Взгляд в прошлое», «Культура и искусство», «Забытые имена», «Классики крымскотатарской литературы», «Новое на книжную полку».

## Главные редакторы
- 1976—1979 — Черкез-Али[4]
- 1980—1985 — Шамиль Алядин
- 1985—1998 — Айдер Осман
- 1998—2008 — Шакир Селим
- 2009—н. в. — Дилявер Осман